# Masataka Yanagida
Pas d'image ? Cliquez ici
Masataka Yanagida (柳田 真孝, Yanagida Masataka), né le 4 juin 1979 à Tokyo, est un pilote automobile japonais.

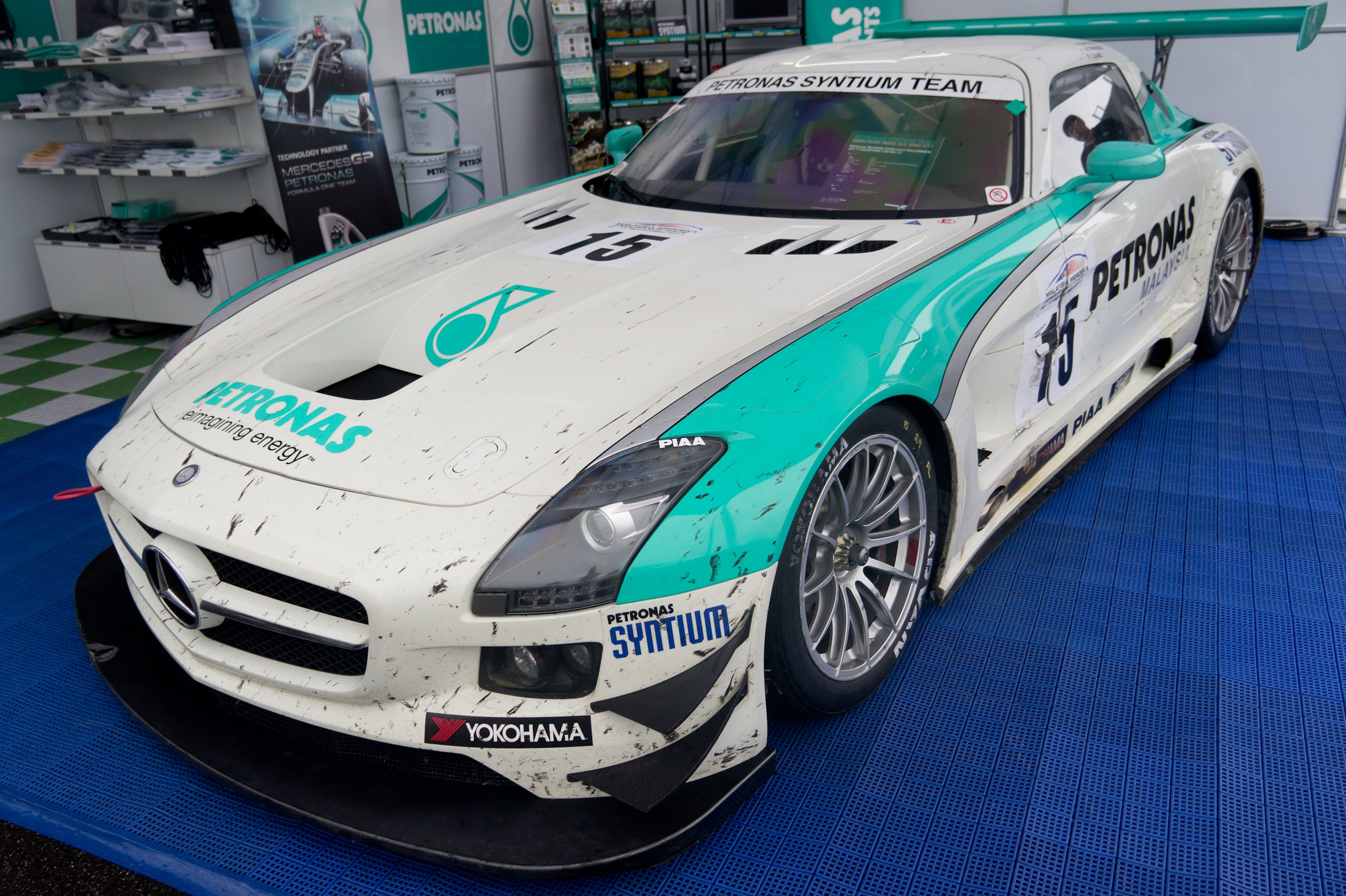
La Mercedes-Benz SLS AMG victorieuse aux 12 Heures de Sepang en 2011

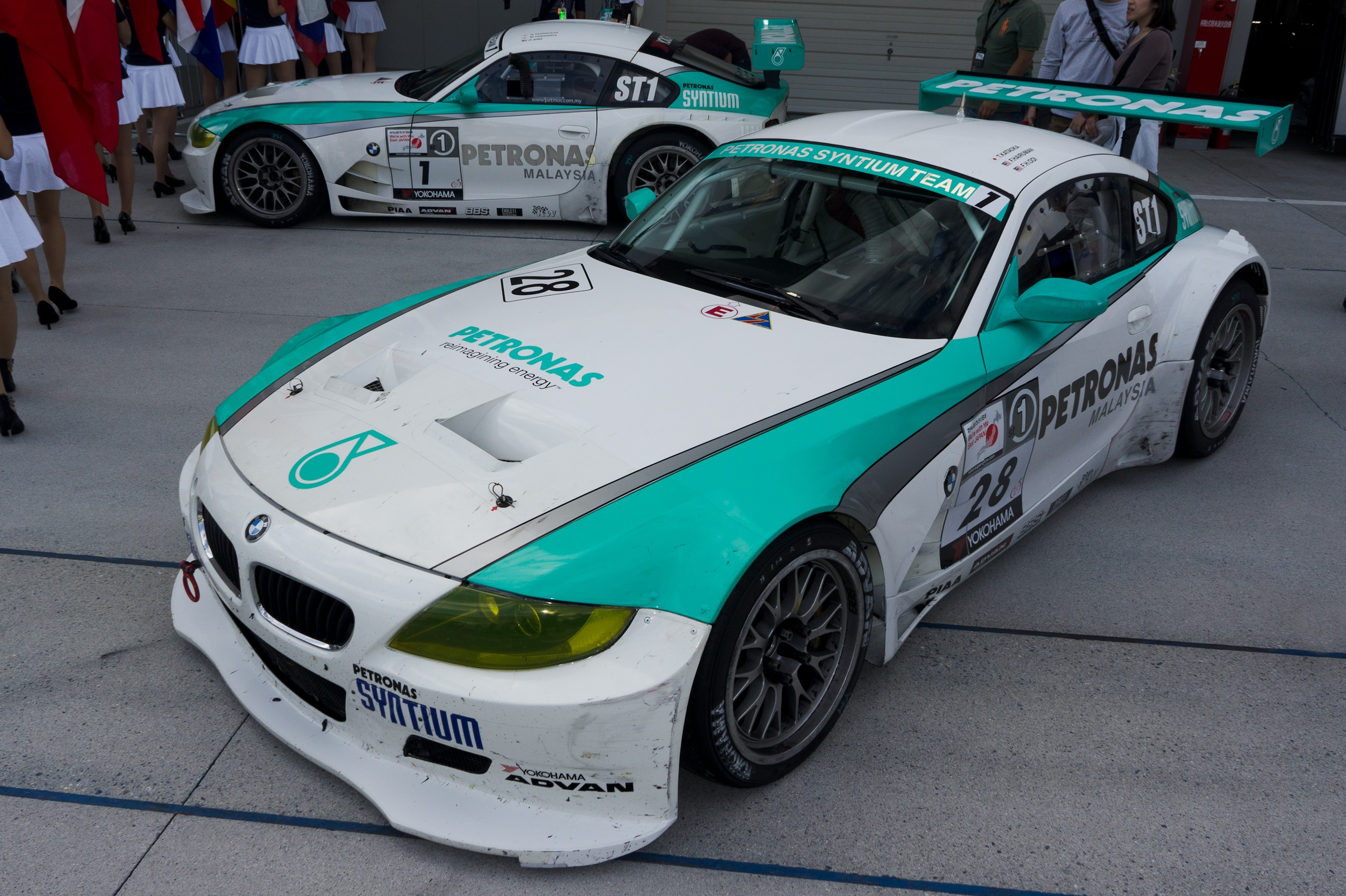
La BMW Z4 M no 1 utilisée en Super Taikyu 2011

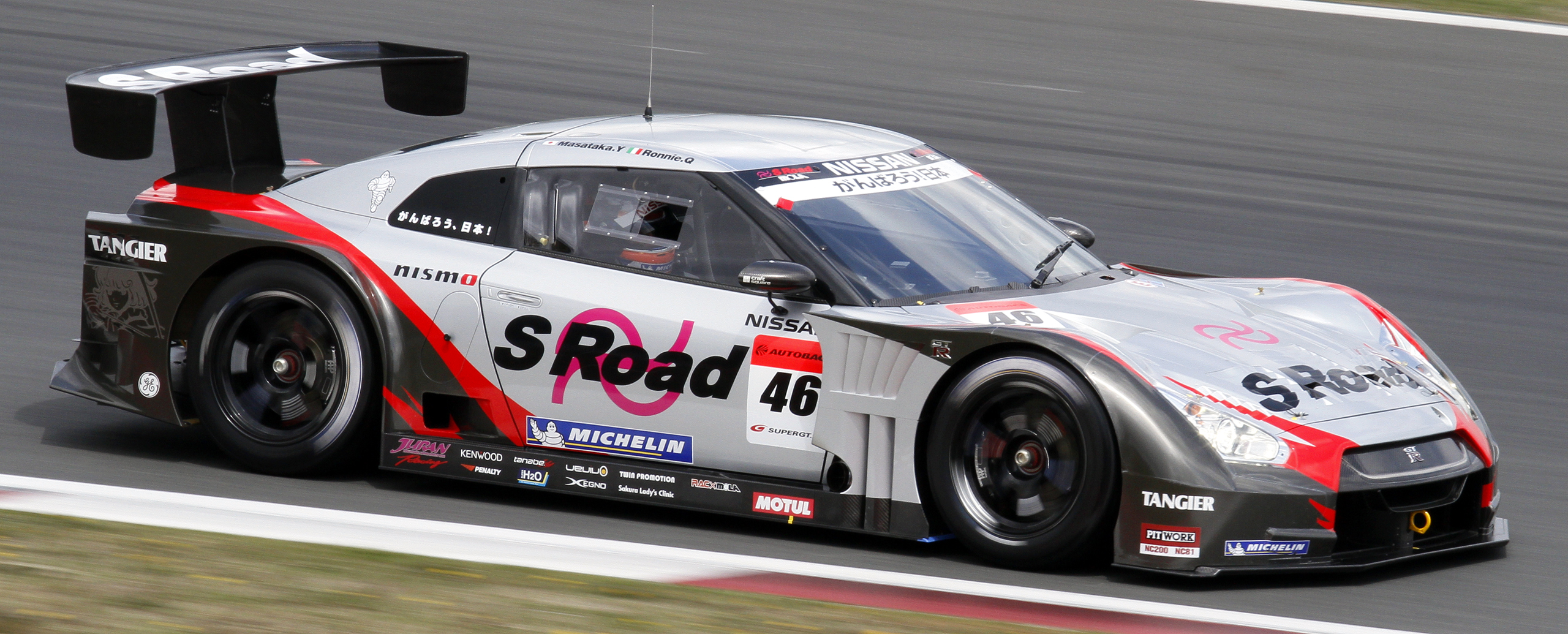
La Nissan GT-R de 2011 utilisée par M. Yanagida et R. Quintarelli

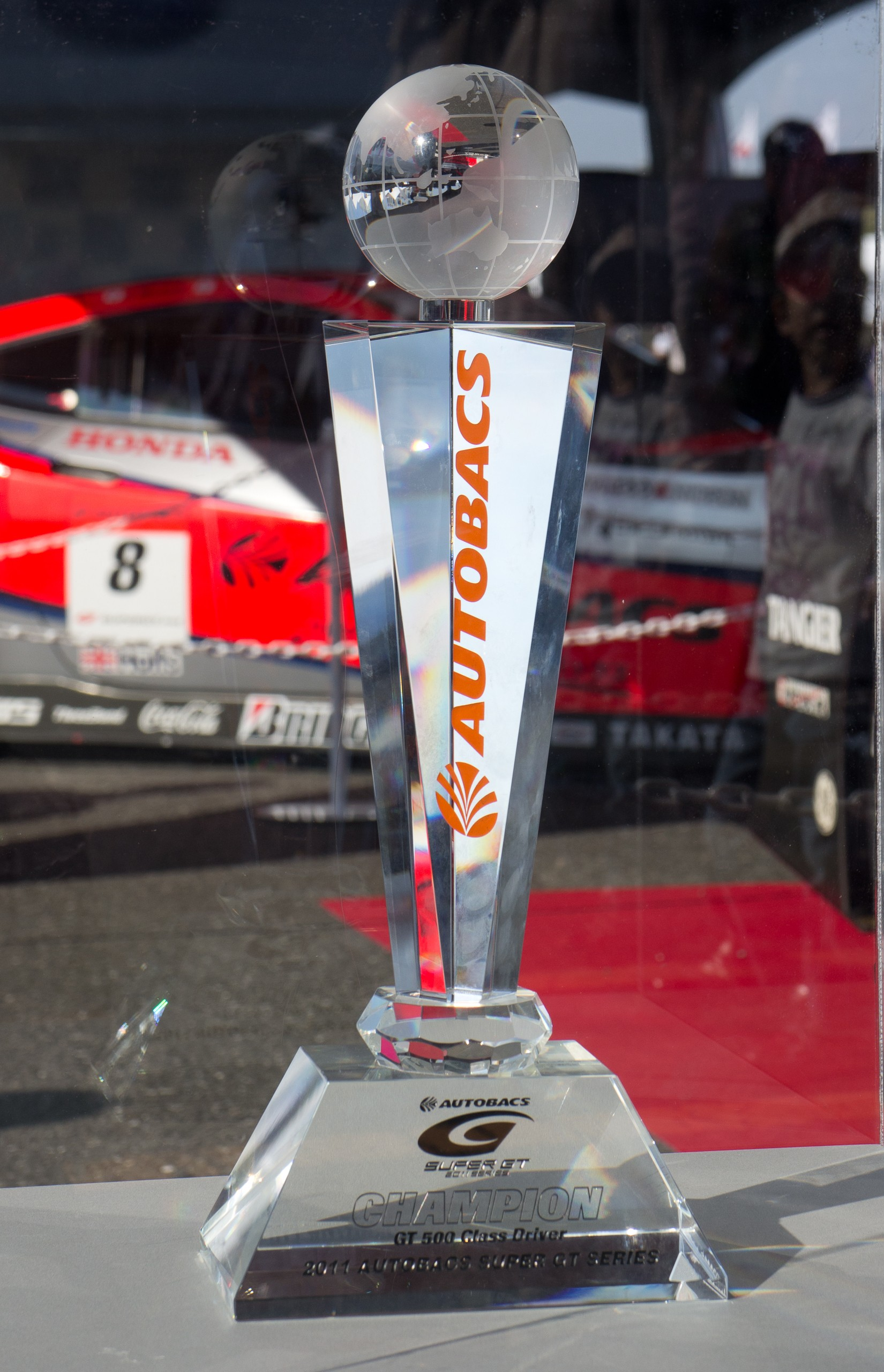
Trophée de Super GT remporté en 2011

Tenant du titre en compagnie de Ronnie Quintarelli, il s'engage de nouveau en 2012 dans le championnat Super GT au volant d'une Nissan GT-R de l'écurie MOLA. Il participe aussi aux Super Taikyu Series au sein de Team Petronas avec lequel il a déjà remporté quatre championnats.

## Biographie
Masataka Yanagida est le fils de Haruhito Yanagida qui fut vice-champion de Japanese Touring Car Championship en 1988. Il débute en karting avant de s'engager en Formule Renault Campus en 1997. Après une saison en Formule Renault, il retourne au Japon en Formula Dream Series à partir de 1999 et remporte cinq victoires en 2000.
Entre 2001 et 2004, il participe à la fois au Championnat du Japon de Formule 3 et à la catégorie GT300 de Super GT et remporte en 2003 son premier titre de GT300 au volant d'une Nissan Fairlady Z du Hasemi Motorsport. Entre 2005 et 2008, il passe dans la catégorie GT500 de Super GT et tente un nouveau test en monoplace avec la Formula Nippon en 2006 et 2007. Devant les faibles résultats en monoplace, il se concentre désormais sur les compétitions de Grand Tourisme.
En 2008, il remporte son premier titre en Super Taikyu Series au volant d'une BMW Z4 M du Petronas Syntium Team. Trois autres titres suivront. Après deux années passées en GT300, Masataka Yanagida remporte un second titre en GT300 en 2010 au volant d'une Nissan Fairlady Z du Hasemi Motorsport. En 2011, il retrouve le GT500 et remporte le titre avec une Nissan GT-R de l'écurie MOLA.
En parallèle, il est sur tous les podiums des 12 Heures de Sepang depuis 2009 avec deux victoires en 2011 et 2012. Il participe aussi aux deux courses d'Okayama du Championnat du monde des voitures de tourisme 2010 au volant d'une BMW 320si du Wiechers-Sport,.

## Palmarès
- Super GT
  - Champion de GT300 en 2003 et 2010
  - Champion de GT500 en 2011 et 2012
  - Vainqueur du JAF Grand Prix en 2011
  - Vainqueur des 1 000 kilomètres de Suzukaen 2012

- Super Taikyu Series
  - Champion 2008, 2009, 2010 et 2011

- 12 Heures de Sepang
  - Vainqueur en 2011 et 2012